# Друштво књижевника и књижевних преводилаца Ниша
Друштво књижевника и књижевних преводилаца Ниша је основано 1952. године у Нишу са циљем да афирмише стваралаштво својих чланова, да заштити њихова права и да брине о угледу професије књижевника и књижевних преводилаца у јавности. Друштвом руководи Председништво у двогодишњем мандату.

## Председништво
Од оснивања 1952. године, упркос административним застојима, Друштво изворно чине само угледни писци и преводиоци који живе или су рођени у Нишу. Од фебруара 2019. године радом Друштва руководи Председништво са члановима: проф. др Драгољуб Б. Ђорђевић, доц. др Снежана Божић, мр Јелена С. Младеновић, др Александар Костадиновић, потпредседник и Далибор Поповић Поп, председник. 

## Активности
Активности Друштва књижевника и књижевних преводилаца су:
- Додељивање књижевне Награде  „Славиша Николин Живковић“. [3]
- Уређивање и издавање онлајн часописа Гледишта.
- Организовање издавачке делатности.
- Учешће у програмском савету  Књижевне колоније Сићево. [4]
- Организација и логистичко-техничка подршка члановима.
- Подршка члановима у комуникацији са медијима.
- Организовање и учешће у хуманитарним акцијама.

## Седиште
Седиште Друштва књижевника и књижевних преводилаца је у Нишу, у Шуматовачкој број 4.

## Издавачка делатност
Поред уређивања обновљеног часописа за културу, уметност и друштвена питања Гледишта, Друштво има запажену издавачку делатност у неколико библиотека у којима негује преводилаштво, прозу и поезију.